# 兰克斯特·梅林
兰克斯特·梅林神父（英語：Father Lankester Merrin）是1971年小說《驱魔人》中的一個虛構人物，也是1973年改編電影中的兩個主要主角之一，他還在該電影的多部前傳和續集中扮演重要角色。

## 小说中
梅林是一位在伊拉克進行考古挖掘的年長牧師和古生物学家，他發現了惡魔帕祖祖的圖像，隨後經歷了其他不尋常的現象。多年前，他曾在非洲驅魔時遇到過惡魔。這一發現引發了他將在遙遠的土地上再次與惡魔斗争的預感。梅林直到小說的後期才再次出現，當時他與主人公达明·卡拉斯神父一起在华盛顿特区驅除一個年輕女孩（丽甘·麦克尼尔）身上的惡魔。梅林患有心脏病，需要服用硝酸甘油。他在驱魔儀式中死去，留下沒有經驗的卡拉斯自己完成驅魔。梅林大致以英國考古學家杰拉尔德·兰克斯特·哈丁為原型。

## 电影中
梅林在1973年的電影《大法師》中的描寫忠實於小說。梅林這個角色再次出現在1977年續集《大法師2》中，在擴展的閃回中詳細描述了他在第二次世界大戰後在非洲進行的驅魔活動。他在兩部電影中均由麥斯·馮·西度飾演。製片廠希望马龙·白兰度飾演梅林神父，但導演威廉·弗莱德金立即否決了這一點，稱這会让影片成為一部“白蘭度電影”。
該角色还出現在兩部前傳電影《驅魔人前傳》和《驅魔人外傳》中。這兩部電影都重溫了梅林在第一次驅魔之前在非洲的經歷，但每部電影都呈現了不同版本的事件，並且都不同意《大法師2》中呈現的事件。他在兩部電影中均由斯特兰·斯卡斯加德飾演。

## 其他改編
在2014年BBC廣播劇中，梅林由伊恩·麥卡達米配音。